# Luis de Vega

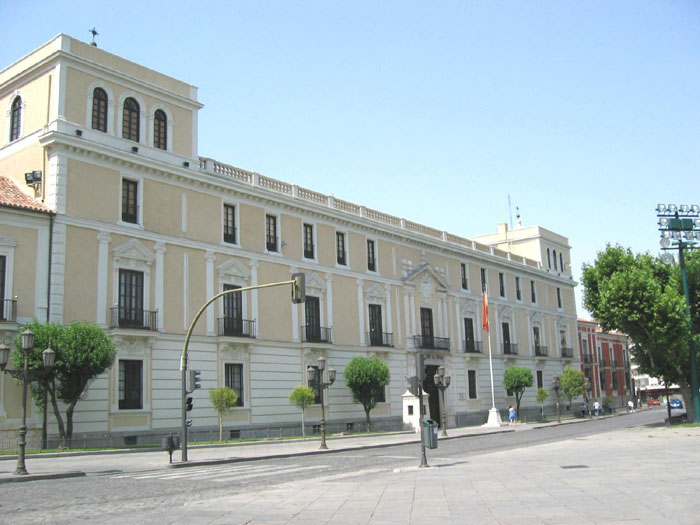
Pałac Królewski w Valladolid został zbudowany w 1526 roku przez architekta Luisa de Vega. Przeprowadził on także przebudowę i powiększenie rezydencji w 1534 roku.

Luis de Vega – hiszpański architekt związany z dworem Karola V i Filipa II.
Od 1532 roku razem z Alonsem de Covarrubias pracował jako architekt na dworze Karola V. Jednym z jego najważniejszych zleceń było projektowanie królewskiego Alkazaru w Madrycie i Alkazaru w Sewilli. Dla księcia Filipa zaprojektował pawilon myśliwski Torre de la Parada. Pracował dla Korony aż do początku panowania Filipa II, kiedy jego rolę przejął Juan Bautista de Toledo.